# Facunda Margenat i Roura
Facunda Margenat Roura (Girona, Gironès, 6 de setembre de 1876 - Barcelona, 26 d'agost de 1936), nascuda com Catalina Margenat Roura, fou una religiosa. Va ingressar a l’Institut de Religioses de Sant Josep de Girona el 1894, i va professar el 1896.
Fou beatificada el 2015 al costat de les seves companyes Josepa Monrabal Montaner i Fidela Oller Angelats, també assassinades. La beatificació fou presidida pel cardenal Angelo Amato.

## Biografia
Catalina va néixer a Girona el 6 de setembre de 1876. Els seus pares Domingo Margenat i Rosa Roura, que havien contret matrimoni el 24 de septiembre de 1866. El matrimoni va tenir tres fills Domingo, Baldomero i Teresa, que van morir sent nens. Després van néixer altres dues nenes que es van dir Teresa i Catalina. Solament aquestes dues van arribar a l'edat adulta.
Catalina va ser batejada als pocs dies del seu naixement en la parròquia de Santa Susana del Mercadal, i va rebre els noms de Catalina, María i Rosa. Al 1875, any anterior al naixement de Catalina Margenat Roura, es restaurà a Espanya la monarquia en la persona del rei Alfonso XII, aconseguint-se signar la pau amb els carlistes en el 1876. A Girona va ser celebrada aquesta pau amb grans festejos, per ser una de les províncies més castigades per aquestes guerres. Paral·lelament al naixement de Catalina, Maria Gay i Tibau i les Germanes de Sant Josep canvien de domicili, i en el mes de setembre es traslladen des del carrer La Força al carrer Portal Nou, número 10. Se'ls feia petit el pis on residien, davant l'afluència de noves vocacions
Catalina era una jove senzilla i piadosa segons es desprèn de la seva pertinença a la confraria de la nostra Senyora dels Dolors. Amb la seva mare i la seva germana atenien a les tasques de la llar, aprenien el que llavors era costum en la dona: ocupacions pròpies com cuinar, cosir i arranjament de la casa.
Catalina va passar bastant temps abans d'ingressar a l'Institut, doncs segons la seva neboda Teresa, va tenir dificultats perquè en la família no acabaven de veure-ho clar. Admirava la labor de les germanes i volia també consagrar-se al Senyor per dedicar la seva vida a la cura dels malalts. Va ingressar el 5 de novembre de 1894 quan tenia 18 anys com a aspirant. El 12 de novembre de 1895 va ser admesa com postulant i la superiora Asunción Pijem la va proposar al Sr. Bisbe de Girona per vestir l'hàbit juntament amb altres tres joves el 6 de març de 1896. Era l'ingrés com a novicia. Era comú en aquella època el canvi de nom en la vida religiosa i així Catalina Margenat va rebre el nom de Facunda; això significava que en certa manera es trencava amb el passat.
El 18 de març de 1896, Facunda, juntament amb les altres companyes: Gracia Cabrafiga, Mª Loreto Brodes i Julita Martí, van vestir l'hàbit segons les normes de la Congregació. Quan va començar la seva formació religiosa hi havia en el noviciat 23 novícies, 12 postulants i 2 recaderes. Durant el temps com a novicies es van dedicar a formar-se, segons com la mare Mestra María Vinardell les instruïa, sobretot en les virtuts que havia ensenyat i practicat la mare Fundadora. Després d'aquests anys de formació, la germana Facunda va començar la seva activitat apostòlica amb els malalts de Girona, practicant les virtuts de la caritat i abnegació, com li havien ensenyat.
Malgrat de Mar, Palafrugell, Palamós o Sant Feliu de Guixols van ser algunes de les comunitats on fou recordada pel seu tracte amb els malalts. Al 1929 va ser destinada a Barcelona, en concret a la comunidad del carrer Mallorca. A Barcelona ja eren anys difícils i conflictius, es començava a perseguir tot el que tingués sentit religiós, però l'apostolat que exercien les germanes, gairebé sempre en hores de la nit, feia que passessin desapercebudes per a la majoria de la gent.
A la comunitat del carrer Mallorca, les germanes assitien als malalts a les seves pròpies cases per tal que aquests no haguessin de desplaçar-se. La situació a Barcelona es feia cada vegada més difícil a causa de les revoltes iniciades després de 1931 i agreujades al 1934. El 19 de juliol de 1936 va esclatar la revolució a Barcelona de forma molt violenta, empitjorant-se la persecució cap a tot el religiós. Les germanes van haver de deixar els seus hàbits i vestir-se amb robes seglars que les mateixes famílies dels malalts els prestaven. Finalment el convent va ser assaltat. En produir-se l'assalt, la germana Facunda es trobava atenent a un malalt, en la casa del qual va quedar refugiada, fins que la portera la va denunciar i van venir per portar-la-hi. En sortir, es va acomiadar amablement de la portera. La hi van portar cap a l'hipòdrom de Can Tunis (desaparegut en crear-se la zona franca del port de Barcelona en la postguerra), matant-la en la carretera la nit del del 26 al 27 d'agost de 1936; d'allí la van portar a l'Hospital Clínic, on la portera es va molestar a visitar el cadàver diverses vegades, abans que fos llançat a la fossa comuna del cementiri de Montjuïc.
Facunda Margenat Roura va ser reconeguda com a màrtir pel Papa Francesc el gener del 2015, juntament amb 21 religiosos més. Entre aquests, 2 germanes més de la congregació de l'Institut de Religioses de Sant Josep de Girona: Fidela Oller Angelats i Josepa Monrabal Montaner.
El 23 de gener del 2015, la Catedral de Girona va acollir la beatificació de Facunda Margenat Roura. La cerimònia fou presidida pel Cardenal Angelo Amato.